# Навильо Мартезана (канал)
Навильо Мартезана (итал. Naviglio Martesana) — канал в Милане (Италия).
Начинается от реки Адды, заканчивается у Тичинских ворот.

## История
Старейшее гидротехническое сооружение в своём роде.
В настоящее время, утратив после прокладки железных дорог своё транспортное значение, стал излюбленным местом прогулок жителей города.
В первое воскресенье каждого месяца на берегу канала у моста Via Valenza открывается рынок антиквариата. В апреле организуется ярмарка «Цветы и ароматы на Большом канале».